# Sierologia
La sierologia o serologia è quella branca della medicina di laboratorio che studia in laboratorio le reazioni antigene-anticorpo. Il termine deriva dal termine siero, che è il fluido corporeo maggiormente usato per le indagini di biochimica medica.
Indagini di sierologia vengono effettuate in diversi settori (microbiologia, biochimica clinica, medicina trasfusionale) e hanno un ruolo importante, frequentemente necessario, nel diagnosticare correttamente un gran numero di malattie. I test di sierologia vengono eseguiti anche su matrici biologiche diverse dal siero: nel laboratorio di Medicina trasfusionale, per esempio, i globuli rossi di un paziente vengono analizzati con miscele di anticorpi noti (antisieri) mediante reazioni sierologiche per la determinazione del gruppo sanguigno.

## Sierologo
Lo specialista di tale ramo, medico o tecnico che procede alle operazioni, viene definito sierologo. Fra i suoi compiti, oltre a quello di effettuare test su varie matrici biologiche, vi è anche quello di immunizzare i pazienti contro le malattie infettive.